# Malinois
Malinois – (wym [ˌmaliˈnwɑ]) jeden z belgijskich psów pasterskich, obok groenendaela, tervuerena i laekenoisa, w zależności od narodowego klubu uznawanych za odrębne rasy psów (np. we Francji lub w Stanach Zjednoczonych) lub odmiany w obrębie rasy owczarek belgijski (np. w systematyce ras według FCI.), zaliczane do ras pasterskich i zaganiających, zaklasyfikowane do sekcji psów pasterskich (owczarskich).

## Krótki rys historyczny
Został wyhodowany w okolicach miasta Malines (Mechelen), od którego pochodzi nazwa tej rasy.

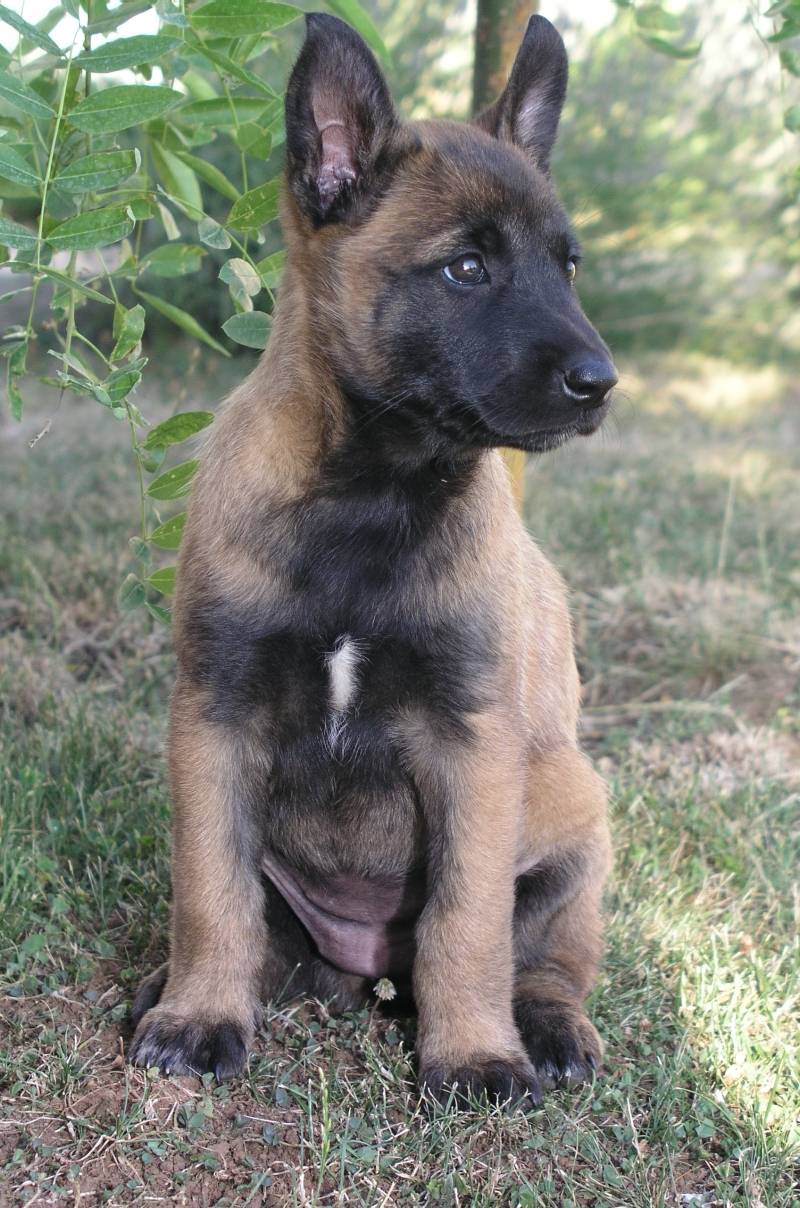
Szczenię malinoisa

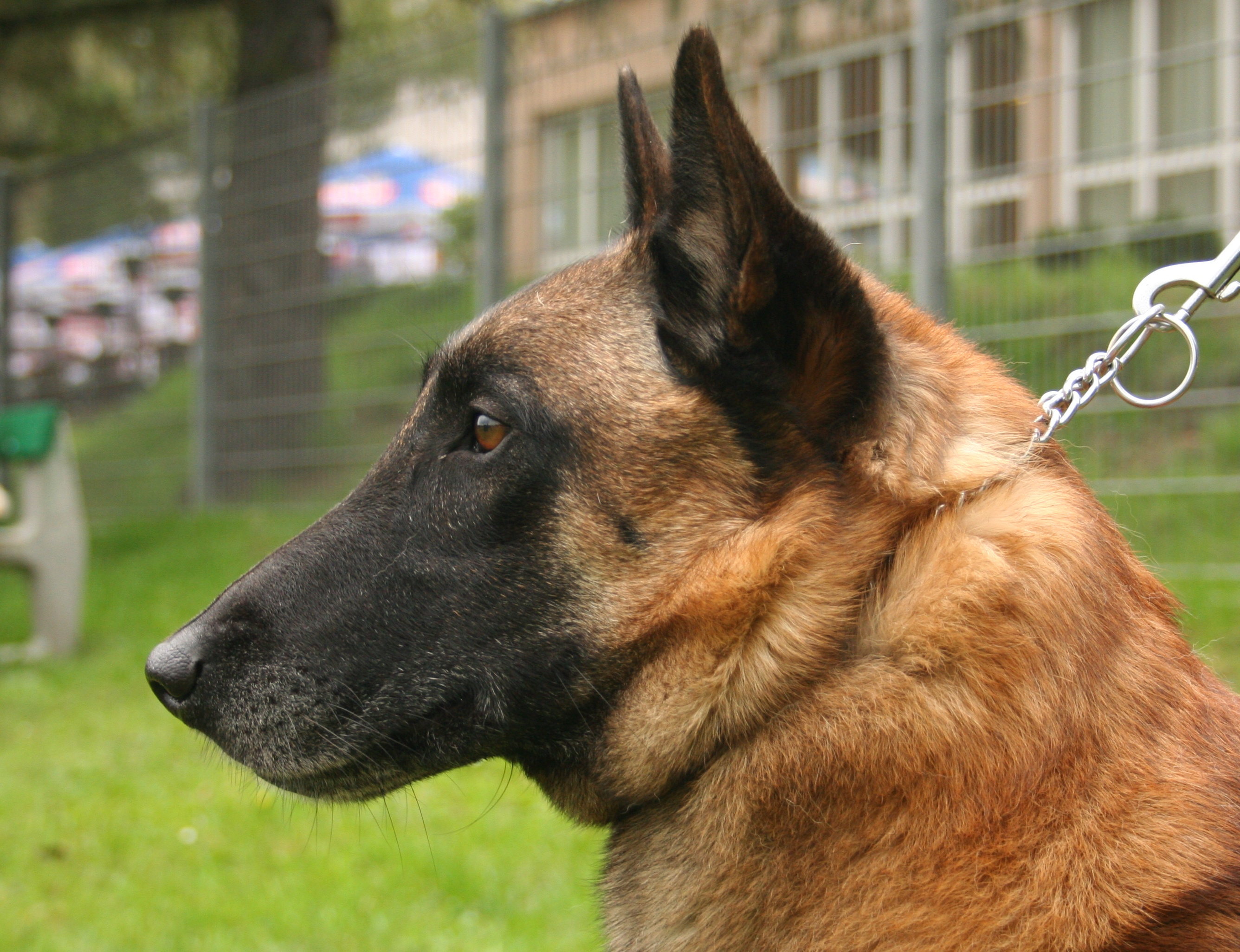
Profil malinoisa

## Użytkowość
Malinois jest chętnie użytkowany w policji, wojsku i w oddziałach antyterrorystycznych. Nadaje się do wszechstronnego szkolenia, także psich sportów.

## Zachowanie i charakter
Pies o żywym usposobieniu, silnym temperamencie. Potrzebuje stanowczego i konsekwentnego opiekuna. Wymaga dużo ruchu. Ma silny instynkt terytorialny, potrafi bronić domu oraz właściciela. W stosunku do obcych powinien być łagodny, ale nie wylewny. Potrzebuje socjalizacji, ponieważ może wykazywać agresję względem innych psów.

## Budowa
Malinois jest średniej wielkości psem krótkowłosym o kwadratowej sylwetce i silnym umięśnieniu. Budową przypomina owczarka niemieckiego.

### Szata i umaszczenie
Maść płowa z czarnym nalotem i maską bądź czarna. Sierść jest bardzo krótka na głowie i trochę dłuższa na pozostałych częściach ciała.

## Konotacje w kulturze
W 2012 w Hongkongu wydany został znaczek o nominale 5 HKD, przedstawiający Malinoisa jako psa policyjnego.
W 2014 samoprzylepny znaczek z głową Malinoisa wydała poczta belgijska w serii Rasy psów. Znaczek nie posiadał oznaczenia nominałowego, przeznaczony był na rynek wewnętrzny. W roku 2015 znaczek z Malinoisem wydany został przez pocztę rumuńską. Znaczek o nominale 2,40 L stanowił część serii okolicznościowej z psami Dr. Aurel Garbela's Dog Center.
W 2018 roku podobizna Malinoisa znalazła się na znaczku o walorze 640 CFA wydanym przez Gwineę Bissau w serii Zwierzęta całego świata. Pies został przedstawiony w okryciu poligonowym na tle samochodu wojskowego. Samoprzylepny beznominałowy znaczek pocztowy z podobizną Malinoisa wydała w 2019 roku poczta Stanów Zjednoczonych jako cząstkę serii Wojskowe psy pracujące (org. Military Working Dogs).
Pies tej rasy jest bohaterem amerykańskiego filmu familijnego Max w reżyserii Boaza Yakina z 2015 roku. Tytułowy Max to pies wojskowy, który po śmierci swojego opiekuna trafia do jego rodziny w Ameryce.